# 에빌 막손역
에빌 막손역(Ewil Maxon)은 스위스 루체른과 인터라켄을 연결하는 첸트랄반 소유의 브뤼닉선에 있는 기차역이다. 역은 옵발덴주의 작센 시정촌에 있다. 역에 인접한 공장의 정밀 전기 모터 제조업체인 막손 모터(Maxon Motor)와 함께 인근 마을인 에빌(Ewil)에서 이름을 따왔다.

## 운행편
다음 서비스는 에빌 막손에서 정차한다.
- 루체른 S-반 S5 : 루체른과 기스빌 사이를 30분 간격으로 운행한다.